# Amos & Andrew
Amos & Andrew is een Amerikaanse misdaad-komedie uit 1993 zowel geschreven als geregisseerd door E. Max Frye.

## Verhaal
Andrew Sterling (Samuel L. Jackson) wordt door zijn buren aangezien voor een inbreker. Over de rug van bajesklant Amos Odell (Nicolas Cage) wil de lokale politiechef zijn herverkiezing later dat jaar veilig stellen. Hier laat Odell het niet bij zitten.

## Rolverdeling
| Acteur            | Personage                      |
| ----------------- | ------------------------------ |
| Samuel L. Jackson | Andrew Sterling                |
| Michael Lerner    | Phil Gillman                   |
| Margaret Colin    | Judy Gillman                   |
| Nicolas Cage      | Amos Odell                     |
| Dabney Coleman    | Chief of Police Cecil Tolliver |
| Brad Dourif       | Officer Donnie Donaldson       |
| Chelcie Ross      | Deputy Earl                    |
| I.M. Hobson       | Waldo Lake                     |
| Jeff Blumenkrantz | Ernie the Cameraman            |
| Todd Weeks        | Deputy Stan                    |
| Jordan Lund       | Deputy Riley                   |
| Jodi Long         | Wendy Wong                     |
| Loretta Devine    | Ula                            |
| Bob Balaban       | Dr. R.A. 'Roy' Fink            |